# Халисте
Халисте (ест. Halliste jõgi) река је у Естонији која протиче југозападним делом земље преко територије округа Виљандима. Лева је и највећа притока реке Навести и део басена реке Парну, односно Ришког залива Балтичког мора.
Извире на подручју побрђа Сакала и углавном тече у смеру северозапада. Дужина водотока је 86 km, површина сливног подручја 1.890 km², а просечан проток око 17,3 m³/s. Укупан пад корита је 66 метара, односно у просеку 0,77 метара по километру тока.